# Kaiserfilm
Kaiserfilm, Kaiserdreh oder kaisern ist ein Begriff aus dem Gebiet der Filmproduktion und bedeutet ohne Film. Ursprünglich wurde damit von den Filmteams für Außenstehende unverständlich abgesprochen, eine Aufnahme lediglich vorzutäuschen. Es wurde dann mit leerer Spule beziehungsweise ohne Kassette „gedreht“ und so teures Filmmaterial eingespart, ohne beispielsweise eitle Prominente zu düpieren.
Angeblich hat der Begriff seinen Ursprung daher, dass Kaiser Wilhelm II. so oft gefilmt werden wollte, bis die Kameraleute „Kaiserfilm“ in die Kamera luden und die Aufnahmen nur vorgaukelten.
Heute wird der Begriff auch für tatsächlich entstandenes profanes (Video-)Filmmaterial verwendet, das nicht sendetauglich oder nicht verwendbar ist und daher im Archiv landet oder gelöscht wird.